# Драган Микеревич
Драган Микеревич (на сръбски: Драган Микеревић) е политик от Република Сръбска, Босна и Херцеговина.
Той е председател на Министерския съвет на Босна и Херцеговина от март до декември 2002 година, както и 8-и министър-председател на Република Сръбска между 17 януари 2003 и 17 февруари 2005 г., излъчен от Партията на демократичния напредък (ПДН).

## Биография
Драган Микеревич е роден на 12 февруари 1955 година в град Добой, Босна и Херцеговина. В периода от 2003 до 2005 година е министър-председател на Република Сръбска. В продължение на 10 години (до юни 2009 година) е член на Партията на демократичния напредък, след това става независим депутат.